# Areal (Coroatá)
Areal é um bairro que se localiza na zona sul de Coroatá.
Limitasse com os bairro de Novo Areal, Cajueiro e Centro da cidade. O bairro possui um campo de areia, sua avenida principal é a avenida São Francisco, onde no final da avenida se localiza uma pracinha a capela de São Francisco de Assis e a escola pública. Se localiza também no bairro a Associação Atlética Banco do Brasil.